# 交響曲第1番 (マーラー)
交響曲第1番ニ長調（こうきょうきょくだい1ばんニちょうちょう、ドイツ語: Symphonie Nr. 1 D-dur）は、グスタフ・マーラーが作曲した最初の交響曲。
マーラーの交響曲のなかでは、演奏時間が比較的短いこと、声楽を伴わないこと、曲想が若々しく親しみやすいことなどから、演奏機会や録音がもっとも多い。
1884年から1888年にかけて作曲され、マーラー自身は当初からその書簡などに記しているように交響曲として構想、作曲していたが、初演時には「交響詩」として発表され、交響曲として演奏されるようになったのは1896年の改訂による。「巨人」という副題が知られるが、これは1893年「交響詩」の上演に際して付けられたものの、後にマーラー自身により削除されている。この標題は、マーラーの愛読書であったジャン・パウルの小説『巨人』（Titan）に由来する。この曲の作曲中に歌曲集『さすらう若者の歌』（1885年完成）が生み出されており、同歌曲集の第2曲と第4曲の旋律が交響曲の主題に直接用いられているなど、両者は精神的にも音楽的にも密接な関係がある。演奏時間約55分（繰り返しを含む）。

## 作曲の経緯
マーラーは1883年にオルミュッツの市立劇場指揮者からカッセル宮廷歌劇場の第2指揮者に転出し、翌1884年にこの曲のスケッチにとりかかった。その以前の1882年にもマーラーは交響曲を構想したことがあったが、これは破棄している。
カッセルへの赴任は自ら望んだものだったが、マーラーが演奏したいと思っていたワーグナーなどの演目は制限され、首席指揮者のヴィルヘルム・トライバーとも衝突するなど、不満を募らせた。1884年にマーラーは、ワーグナー作品を指揮して名声を馳せたハンス・フォン・ビューローに弟子入りを志願し、ビューローに当てた手紙に自分の現状の不満も綴った。ところがビューローは、弟子入りを認めないだけでなく、マーラーの手紙をトライバーに渡したため、両者の不和は決定的となった。また、マーラーはこのころソプラノ歌手ヨハンナ・リヒターに恋愛感情を抱いたものの、失恋に終わっており、1885年に完成した『さすらう若人の歌』には、当時のマーラーの心情が反映されている。
1885年8月にマーラーは、プラハのドイツ劇場第2指揮者となり、翌1886年8月にはアルトゥル・ニキシュのもとでライプツィヒ市立歌劇場の第2指揮者に就任した。ライプツィヒでは、ウェーバーの未完のオペラ『3人のピント』の補完依頼を受けて1887年にこれを完成。これが縁となって、翌1888年にはウェーバーの孫の夫人マリオン・ウェーバーと恋仲となる。また、このオペラの上演を機会にリヒャルト・シュトラウスと初めて出会う。詩歌集『子供の不思議な角笛』にも出会い、1888年から作曲を始める。　しかし、ここでもニキシュをはじめとした人間関係が次第に悪化、自身の健康状態も芳しくなく、5月にはライプツィヒを去り、ミュンヘンで手術を受ける。
1888年10月、マーラーはブダペスト王立歌劇場の音楽監督の座につき、ようやく第2指揮者の地位から脱することに成功した。ブダペストでは、『ラインの黄金』、『ワルキューレ』などのワーグナー作品をカットなしでハンガリー初演し、モーツァルト作品などの上演でも評価を高めた。1890年の『ドン・ジョヴァンニ』では、これを聴いたブラームスを感激させ、「理想的な『ドン・ジョヴァンニ』を聴きたければ、ブダペストに行くべき」とまで言わせている。
こうしたもとで、曲は、ライプツィヒを去る前の1888年3月に書き上げられ、同年ブダペストに移った翌月の11月にオーケストレーションが完成した。マーラーはこの年の6月には後の交響曲第2番となる『葬礼』にもすでに着手していた。

## 初演と稿について

### 第1稿
1889年11月20日にマーラー自身の指揮、ブダペスト・フィルハーモニー交響楽団によって初演。当初は交響曲や「巨人」といったタイトルもなく「2部からなる交響詩」として発表された。この作品は今日「ブダペスト稿」とも呼ばれるこの稿は、現在は失われている。
「ブダペスト稿」は「2部からなる交響詩」とあるが全体は5楽章からなり、第1楽章から第3楽章までを第1部、第4楽章以下を第2部としていた。この時点では「巨人」や、1部、2部、各楽章への標題はない。なおマーラー自身は作曲当初からこの曲を交響曲と呼んでいた。
初期構想であった、2部構成あるいはスケルツォ楽章を中心とした対照的な5楽章配置は、その後のマーラーの交響曲第2番、第5番、第7番、第8番（楽章はないが2部構成による）、第10番でも度々用いられることになる。
ブダペスト稿の初演は、分かりやすさを重視し聴衆や演奏家への馴染みやすさを意識したマーラーの思惑とは裏腹に失敗に終わり、交響曲第4番と同様、初演時にマーラーの作品の中でも多くの不評を買った作品の1つとなった。

### 第2稿
ブダペストでの初演の後、マーラーは第2楽章（花の章）、第3楽章（スケルツォ）、第5楽章（フィナーレ）に改訂を施した。1893年1月の段階では、「花の章」を削除する考えに至ったが、8月にはこれを撤回して5楽章構成として残し、10月29日ハンブルクで上演、翌1894年7月にもヴァイマルで再演した。管弦楽編成はコルネットがあってティンパニは一人でこの時点まで三管編成であった。
上演に際してマーラーは、全曲を「交響曲様式による音詩」とし、「巨人」（Titan）という標題を与えた。各部、各楽章にも以下のような副題が付された。これらの副題も、ジャン・パウルの小説から影響を受けていると考えられている。
第1部　青春の日々から、若さ、結実、苦悩のことなど
第1楽章　春、そして終わることなく
第2楽章　花の章
第3楽章　順風に帆を上げて
第2部　人間喜劇
第4楽章　座礁、カロ風の葬送行進曲
カロはフランスの銅版画家ジャック・カロのことで、猟師の死体を獣たちが担ぎ、踊りながら墓地に進むという画がもとになっている。E.T.A.ホフマンの作品『カロ風幻想曲集』にヒントを得たともいう。
第5楽章　地獄から天国へ
この第2稿はしばし「ハンブルク稿」と言われることが多いが、マーラーは自作を演奏するたびにスコアに修正を加えるのが常で、この第2稿もハンブルクとヴァイマルでの演奏の間に細かい修正が入れられていることから、それぞれ「ハンブルク稿」、「ヴァイマル稿」と厳密に区分される場合もある。
各楽章について、第3稿との主な違いは次のとおり。第1楽章の序奏部分で最初のファンファーレが、ホルンに出る（第3稿はクラリネット）、スケルツォ開始部のオスティナート・リズムにティンパニが加えられている（第3稿は低弦のみ）、葬送風楽章の主題は、チェロ・ソロとコントラバス・ソロで弱音器は無し（第3稿は弱音器を付けたコントラバス・ソロ）、フィナーレでは小節の扱いの変更（ただし聴感上は大きな変化はない）など。

### 第3稿
1896年3月、ベルリンでの演奏に当たって、マーラーは「花の章」を削除して全4楽章の「交響曲」とした。二部構成や各楽章に付けられていた標題もすべて取り払われた。楽器編成は四管に増強され、とくにホルンが4本から7本に増やされたのが特徴的である。
この前年、1895年にはベルリンで交響曲第2番の全楽章が初演された。「交響曲」というタイトルでは、1番より2番の方が早く初演されたことになる。
このベルリン稿に基づく楽譜は、1899年にヴァインベルガー社より「交響曲第1番」として出版された。その後、1906年にウニヴェルザール出版社より出版されたものでは、第1楽章の呈示部と第2楽章にリピートが付加された。その後もマーラーは演奏のたびに細かい修正を加え、最終的にそれらを取り入れたものが、エルヴィン・ラッツ校訂によって1967年に刊行されたマーラー協会の「全集版」（ウニヴェルザール出版社）であり、これが現在もっぱら演奏される。しかし、第3稿に限ってもそれまでにも出版された楽譜が複数あるため、実際の演奏では、指揮者のスコアとオーケストラのパート譜が必ずしも同一でないなど一部に混乱があり、第3稿の古い版を用いたと思われる録音も多く存在する。1992年にはカール・ハインツ・フュッスル監修の「新全集版」が出版された。旧全集版との比較では、第3楽章冒頭のコントラバス・ソロがユニゾンに変更されていることが大きな違いとして挙げられる。

## 楽器編成
| 木管   | 木管                                                                                     | 金管   | 金管                      | 打     | 打                                               | 弦     | 弦     |
| ------ | ---------------------------------------------------------------------------------------- | ------ | ------------------------- | ------ | ------------------------------------------------ | ------ | ------ |
| Fl.    | 4 （2、3、4はピッコロ持ち替えあり）                                                      | Hr.    | 7                         | Timp.  | 2                                                | Vn.1   | 1      |
| Ob.    | 4 （3はイングリッシュホルン持ち替えあり）                                                | Trp.   | 4（5は任意 ホルンの補強） | 他     | バスドラム1、シンバル、トライアングル、タムタム1 | Vn.2   | 1      |
| Cl.    | 4（B♭、A、C管） （3はバスクラリネットと小クラリネット、4は小クラリネット持ち替えあり。） | Trb.   | 3（4は任意 ホルンの補強） | 他     | バスドラム1、シンバル、トライアングル、タムタム1 | Va.    | 1      |
| Fg.    | 3 （3はコントラファゴット持ち替えあり）                                                  | Tub.   | 1（バスチューバ）         | 他     | バスドラム1、シンバル、トライアングル、タムタム1 | Vc.    | 1      |
| 他     |                                                                                          | 他     |                           | 他     | バスドラム1、シンバル、トライアングル、タムタム1 | Cb.    | 1      |
| その他 | その他                                                                                   | ハープ | ハープ                    | ハープ | ハープ                                           | ハープ | ハープ |

## 楽曲構成

### 第1楽章 Langsam, Schleppend, wie ein Naturlaut - Im Anfang sehr gemächlich
ゆるやかに、重々しく　ニ長調　4/4拍子　序奏付きの自由なソナタ形式(提示部反復指定あり)
弦のフラジオレットによるA音の持続のうえに、オーボエとファゴットが4度下降する動機を示す（譜例1）。これは全曲の統一動機であり、カッコウの鳴き声を模したとする解釈もあるが、いずれにせよ、自然を象徴するものと考えられている。遠くからファンファーレや、ホルンの牧歌的な響きが挿入される。低弦に半音階的に順次上行する動機が現れ、4度動機が繰り返されるうちに主部に入り、チェロが第1主題（譜例2）を出す。

譜例1

譜例2
第1主題は4度動機で始まり、『さすらう若者の歌』の第2曲「朝の野原を歩けば」に基づく。第2主題はイ長調で木管に出るが第1主題の対位旋律のように扱われるため、あまり明確でない。提示部は反復指定がある。展開部に入ると序奏の雰囲気が戻る。音楽は次第に沈み込むようになるが、やがて、ホルンの斉奏によって明るく解き放たれる。その後、第1主題と第2主題が展開される。やがて半音階的に上昇する動機が不安を高めるように繰り返されフィナーレを予告、トランペットのファンファーレが鳴りクライマックスをむかえる。その後再現部となるが、非常に短い上、各主題も省略された形で急速に再現されるため、まるでコーダのように感じられる。ティンパニの4度動機の連打で終わる。
演奏時間は15-18分程度。

### 第2楽章 Kräftig bewegt, doch nicht zu schnell
力強く運動して　イ長調　3/4拍子　複合三部形式
レントラー舞曲のスケルツォ。低弦による4度下降動機のオスティナート・リズム、ヴァイオリンによるオクターヴ上昇する動機の繰り返し（譜例3）にのって、木管が歯切れよくスケルツォ主題（譜例4）を出す。この主題はマーラーの歌曲集「若き日の歌」に収録される「草原の5月の踊り」（のちに「ハンスとグレーテ」と改題）からの引用である。
スケルツォ主部はほぼ三部形式をとり、三連符を含む律動的な動機を繰り返して転調していく部分を経てスケルツォ主題が戻る。

譜例3

譜例4
中間部はヘ長調。ホルンの4度下降動機に次いで、弦が優美なレントラー風の主題（譜例5）を奏する。

譜例5
演奏時間は7-8分程度。

### 第3楽章 Feierlich und gemessen, ohne zu schleppen
緩慢でなく、荘重に威厳をもって ニ短調　4/4拍子　複合三部形式
ティンパニの4度下降の刻みに乗ってコントラバスが物憂く虚ろな印象の主題（譜例6）を奏する。この主題は童謡「フレール・ジャック」として知られるフランスの民謡（オーストリアでは「ブルーダー・マルティン」として、また、一般的に英語名 "Are you sleeping?" でも知られている。日本では「グーチョキパーでなにつくろう」という歌詞が有名である）を短調にしたもので、カノン風に扱われ、オーボエのおどけたような旋律が加わる。主部はほぼ三部形式をとり、哀調を帯びるが俗っぽい進行を経て主題が戻る。

譜例6
中間部はト長調。ハープに導かれてヴァイオリンが夢見るような表情で奏する。この旋律は『さすらう若人の歌』第4曲「彼女の青い眼が」から採られている。

譜例7
主部が回帰すると、はじめより自由に進行し、調もテンポも急激に変化する。やがて静まり、ティンパニの4度下降の刻みに収束され、それも消えると、打楽器の暗い響きが残り、アタッカでフィナーレに休みなく続く。
演奏時間は10-12分程度。

### 第4楽章 Stürmisch bewegt
嵐のように運動して　ヘ短調 - ニ長調　2/2拍子　自由なソナタ形式
シンバルの強烈な一撃で開始される。第1主題の断片や半音階的に下降する動機を示して気分を高めたところで導入が終わり、戦闘的な第1主題（譜例8）が管楽器と低弦で提示される。これにはヴァイオリンの激しく上下する音型を伴っている。第1主題は第1楽章の半音階的上昇動機と関連がある。一段落して出る第2主題（譜例9）は変ニ長調、ヴァイオリンによる息の長い美しい旋律。

譜例8

譜例9
金管が第1主題の動機を繰り返して再び激しくなるところから展開部。第1主題を扱ううちに高揚して頂点に達し、序奏部が復帰すると再現部となる。
マーラー自身、再現部には相当苦労したようで、ここで終わらせることも考えていた。ここで第1主題は再現せずに、ハ長調で凱歌をあげようとするが、突如ニ長調に上昇する。ティンパニの連打、トランペットの勝ち誇ったような旋律、ホルンの4度動機（譜例10）と続いていったん静まり、第1楽章の序奏が戻ってくる。

譜例10
第2主題の断片につづいて4度動機や第1楽章の第1主題が示される。その後、第2主題が再現される。これが高まると、ヴィオラが警告的な動機を示し、これが繰り返されるうちにやっと第1主題が再現する。主題の順番を逆にして再現する発想は第6交響曲の終楽章にも現れている。音楽は弱音主体ですすみ、やがて第1楽章のファンファーレが現れ、予告された場面となる。展開部と似たクライマックスが今度はニ長調で頂点に達し、そのままニ長調の長いコーダになだれ込む。ここでマーラーはホルンを起立して吹かせるよう指示している。フィナーレの第1主題と4度動機に基づき、勝利感に満ちた終結となる。
演奏時間は18-22分程度。

## 「巨人」の標題について
「巨人」という標題は、ジャン・パウルの長編小説からとられている。ジャン・パウルはドイツのロマン派の作家で、ロベルト・シューマンなどドイツ・ロマン派の作曲家にも影響を与えた。1800年から1803年にかけて書かれた『巨人』は、主人公アルバーノが恋愛や多くの人生経験を重ねて、成長していく過程が描かれ、そこには当時ヴァイマール宮廷で活躍したゲーテに代表される文学者や天才主義に対する批判が込められている。
マーラーは「巨人」のほか、「ジーベンケース」などジャン・パウルの他の著作も愛読していた。ただし、マーラーがこの曲に「巨人」の標題を当初与えたのは、小説と音楽に関連があるためではない。マーラーは1896年3月20日、ベルリンでの4楽章版初演直後の友人宛手紙で「巨人の標題や曲への説明は、聴衆の理解を容易にするため友人たちに勧められて後付けしたに過ぎない。今ではこれらが適切ではないことがわかり、的外れな性格付けどころか、聴衆が誤解を受けてしまっていたことを実際に体験した」ため、「巨人」の標題を破棄したと書き記している。

## 花の章
当初第2楽章として構想され、のちに削除された曲は、「花の章」(Blumine) と呼ばれる。この曲は、カッセル歌劇場で朗読上演されたシェッフェルの『ゼッキンゲンのラッパ手』のために書かれた付随音楽が原型とされる。マーラーは作曲当時、カッセルでヨハンナ・リヒターへの失恋を味わい、その後のライプツィヒ時代にはマリオン・ウェーバーと駆け落ちまで考える関係となっている。「花の章」の音楽は、これらの恋愛感情が影響を与えた作品と考えられている。こうした推定に加えて、上記したように恋愛事件が直接の作曲の動機であったとするなら、この「花の章」こそが、交響曲第1番の最初のきっかけであったということになる。
音楽はアンダンテ　アレグレット、ハ長調、三部形式。主部はトランペットの穏やかな旋律にヴァイオリンが甘美に寄り添う。中間部はイ短調となり、木管、とくにオーボエが儚げに歌う。（余談だが、主部から中間部への移り方は、シューベルトの未完成交響曲第2楽章の、第1主題から第2主題への移り方にそっくりである。）
この楽章は紛失したと思われていた。しかし、マーラーの弟子であったペリン家に楽譜が所蔵されていたことが第二次世界大戦後に発見され、1967年に単独で復活初演、1968年に出版された。その後、この楽章は単独に演奏されるほか、第3稿全集版の4つの楽章に挿入されて演奏される場合もある。しかし、「花の章」削除後も改訂され続けた全集版にそのままこれを組み込むことは、様式上の不統一の問題があるため、近年では第2稿である「ハンブルク稿」や「ヴァイマル稿」に基づく5楽章版の復活演奏も見られるようになっている。

## 編曲
- 4手ピアノ：ブルーノ・ワルター